# タプフハイム
タプフハイム (ドイツ語: Tapfheim) はドイツ連邦共和国バイエルン州シュヴァーベン行政管区のドナウ＝リース郡に属す町村（以下、本項では便宜上「町」と記述する）である。

## 地理

### 近隣の都市
- ヘーヒシュテット・アン・デア・ドナウ
- ドナウヴェルト

### 自治体の構成
この町は、公式には19の地区 (Ort) からなる。このうち小集落や孤立農場などを除く集落を以下に列記する。
- ブラハシュタット
- ドナウミュンスター
- エルリングスホーフェン
- オッペルツホーフェン
- レッティンゲン
- タプフハイム

タプフハイムは、典型的な街道町で、ドナウ川北岸に位置する。

## 歴史
タプフハイムは750年から800年の間にフルダ修道院に寄進された際に初めて記録されている。この町は1067年から1401年まで下級貴族のタプフハイム家が治めた。14世紀後半に記録が遺るアウクスブルク市民のマイスター料理人（キュンスターマイスター・フォン・タプフハイム）はタプフハイムに特別な権利を有していた。この家の紋章（ユニコーンの胴体）はタプフハイム裁判所管区の16世紀前半の印章に用いられている。14世紀の終わり頃以降、タプフハイム・ホーフマルクはヴァルトキルヒ家に属し、1505年には新しく創設されたプファルツ＝ノイブルク公領に属した。バイエルン公とプファルツ＝ノイブルク公は管理人として代官を設け、タプフハイム城をその代官所とした。教会については、1269年から1803年までシトー会のカイスハイム修道院と密接な関係にあった。

## 引用
1. ↑  https://www.statistikdaten.bayern.de/genesis/online?operation=result&code=12411-003r&leerzeilen=false&language=de Genesis-Online-Datenbank des Bayerischen Landesamtes für Statistik Tabelle 12411-003r Fortschreibung des Bevölkerungsstandes: Gemeinden, Stichtag (Einwohnerzahlen auf Grundlage des Zensus 2011)
2. ↑  Bayerische Landesbibliothek Online